# 린지 매키언
린지 매키언(Lindsey McKeon, 1982년 3월 11일 ~ )은 미국의 배우이다.

## 출연 작품
- 더 420 무비: 메리 & 제인 (2014)
- 인디저너스 (2014)
- 탠덤 (2013)
- 에어라인 플라이트 (2010)
- Repo (2010)
- 잃어버린 세계를 찾아 2015 (2009)
- 감옥 (2009)
- 범죄도시 (2008)

### 텔레비전
- 수퍼내추럴 시즌2 (2006)
- 원 트리 힐 (2003)
- 가딩 라이트 (1952)